# Alfréd Hajós
Alfréd Hajós (født Arnold Guttmann; 1. februar 1878 i Budapest, død 12. november 1955) var en ungarsk svømmer, fodboldspiller, atlet og arkitekt.

## Idrætskarriere
Hajós så som 13-årig sin far drukne i Donau, hvilket ansporede ham til at blive god til at svømme. Som 17-årig vandt han i 1895 EM i 100 m fri og vandt den østrig-ungarske titel næste dag. Han blev derpå udvalgt til at deltage i de første moderne olympiske lege i Athen i 1896 for Ungarn. Her var det hans ambition at svømme alle discipliner, men på grund af et stramt program kunne han kun stille op i 100 m og 1200 m fri. Den 11. april stillede seks svømmere til start i 100 m fri, og de blev sejlet ud på havet ud for Piræus, idet svømningen var på åbent vand. Her var markeret en bane, hvor start var mellem to bøjer og målstregen markeret af et rødt flag. Der blev svømmet ind mod land, og banens sider var markeret med en række græskar, der lå på vandet. Hajós og østrigske Otto Herschmann var de hurtigste, og kampen om sejren kom til at stå mellem dem. I sidste ende var Hajós hurtigst og vandt i tiden 1.22,2 minutter, cirka en halv meter foran østrigeren. Han blev dermed Ungarns første olympiske mester. Han havde også tænkt sig at deltage i 500 m fri, men konkurrencen begyndte tæt efter 100 meter fri og straks inden 1200 m fri, så han måtte opgive det. Han nåede dog at være klar til 1200 m-løbet, og også her deltog seks svømmere. Her var Hajós klart hurtigst og vandt i tiden 18.22,2 minutter, mens græske Ioannis Andreou blev nummer to, næsten tre minutter efter.
Efter at være blevet nummer syv ved EM i 1897 kastede Hajós sig over andre sportsgrene som atletik, hvor han blandt andet kastede diskoskast og løb hækkeløb, som han vandt nationale mesterskaber i. Derudover spillede han fodbold og var med til at blive ungarsk mester i denne sport samt spille på landsholdet.
Hajós var meldt til to svømmekonkurrencer ved de olympiske mellemlege 1906, men stillede ikke til start. I perioden 1906-1908 var han ungarsk landstræner i fodbold.

## Øvrige karriere
Hájos blev uddannet arkitekt ved Budapest Tekniske Universitet i 1899, og fem år senere etablerede han et arkitektfirma sammen med János Villányi. Efter første verdenskrig blev han selvstændig, og han deltog i yderligere tre olympiske lege, denne gang i arkitekturkonkurrencerne. Første gang var ved OL 1924 i Paris, hvor sammen med en anden tidligere OL-atlet, Dezső Lauber, stillede op med planen for et stadium. For den fik de sølvmedalje (der blev ikke uddelt guldmedalje). Med medaljen blev Hajós én af blot to, der opnåede at vinde medalje i både sport og kunstkonkurrencer. Hajós deltog også ved OL 1928 i Amsterdam, men vandt ikke medalje her, hvilket heller ikke lykkedes ved OL 1932 i Los Angeles.
I sit professionelle virke tegnede Hajós mange sportsarenaer, heriblandt Budapests svømmestadion, der har huset flere internationale mesterskaber, og Szusza Ferenc Stadion, hjemmebane for fodboldklubben Újpest FC.
Fra 1948 og frem var han teknisk rådgiver for bygningsdesignkontoret i Ungarn og var med til at genopføre en række offentlige bygninger. I 1953 fik han det olympiske æresdiplom af IOC.

## Privatliv
Hajós var født Arnold Guttman, men med den voksende ungarske nationalisme og det kommende 1000-årsjubilæum for nationen tog han det ungarske navn ("Hajós" betyder sømand på ungarsk).
Hans bror, Henrik Hajós, var også olympisk svømmer.